# Giochi mondiali 2025
I Giochi Mondiali del 2025 (in cinese: 2025年世界运动会), noti anche come Chengdu 2025, sono stati la dodicesima edizione della manifestazione sportiva che comprende le discipline non incluse nel programma dei Giochi Olimpici. L’evento si è svolto dal 7 al 17 agosto 2025 a Chengdu, nella provincia del Sichuan, in Cina.
Si tratta della prima edizione organizzata in conformità con le linee guida del documento strategico Growth Beyond Excellence, la terza a tenersi in Asia e la prima ospitata dalla Cina. Dopo lo spostamento dell’edizione precedente da Birmingham 2021 al 2022 a causa della pandemia di COVID-19, i Giochi tornano al consueto ciclo quadriennale.

## Città ospitante
Il sindaco di Chengdu, Luo Qiang, ha firmato l'accordo organizzativo per i Giochi Mondiali del 2025, alla presenza del vicepresidente del Comitato Olimpico Internazionale (CIO) e di rappresentanti del Comitato Olimpico Cinese in qualità di testimoni. José Perurena, presidente dell'International World Games Association (IWGA), ha sottoscritto l'accordo per conto dell'organizzazione.

## I giochi

### Discipline sportive
Per l’edizione del 2025 sono stati selezionati 34 sport, comprendenti un totale di 60 discipline e 253 eventi con medaglia. Per la prima volta, la motonautica e il cheerleading saranno inclusi nel programma dei Giochi Mondiali.
Nel contesto degli sport paralimpici, faranno il loro debutto l’apnea paralimpica e il para ju-jitsu, segnando un ulteriore passo verso una maggiore inclusività all’interno della manifestazione.
Alcuni sport tradizionalmente presenti nelle edizioni precedenti sono stati esclusi dal programma del 2025. Tra questi figurano il bowling, lo sci nautico e il pattinaggio artistico a rotelle, tutti presenti fin dalla prima edizione. Anche il sumo, introdotto per la prima volta nel 2001, è stato rimosso dal programma, a seguito di problematiche verificatesi durante la competizione del 2022.
Inoltre, gli eSport saranno presentati in forma dimostrativa nell’ambito di una collaborazione tra l’International World Games Association (IWGA) e la Global Esports Federation.
- Sport dell'aria (dettagli)
- Tiro con l'arco (dettagli)
- Beach handball (dettagli)
- Carambola (dettagli)
- Snooker (dettagli)
- Biliardo (dettagli)
- Bocce (dettagli)
- Canoa maratona (dettagli)
- Canoa polo (dettagli)
- Dragonboat (dettagli)
- Cheerleading (dettagli)
- Danza sportiva (dettagli)
- Duathlon (dettagli)
- Fistball (dettagli)
- Flag football (dettagli)
- Floorball (dettagli)
- Frisbee (dettagli)
- Ginnastica acrobatica (dettagli)
- Ginnastica aerobica (dettagli)
- Parkour (dettagli)
- Trampolino elastico (dettagli)
- Ju-Jitsu (dettagli)
- Karate (dettagli)
- Kickboxing (dettagli)
- Korfball (dettagli)
- Lacrosse (dettagli)
- Nuoto per salvamento (dettagli)
- Muaythai (dettagli)
- Orienteering (dettagli)
- Motonautica (dettagli)
- Powerlifting (dettagli)
- Racquetball (dettagli)
- Pattinaggio in linea freestyle (dettagli)
- Hockey in-line (dettagli)
- Pattinaggio di velocità su strada (dettagli)
- Pattinaggio di velocità su pista (dettagli)
- Sambo (dettagli)
- Softball (dettagli)
- Arrampicata sportiva (dettagli)
- Squash (dettagli)
- Tiro alla fune (dettagli)
- Nuoto pinnato (dettagli)
- Apnea (dettagli)
- Wakeboard (dettagli)
- Wushu (dettagli)

### Partecipanti
In base alle linee guida del documento strategico Growth Beyond Excellence, il numero massimo di partecipanti (inclusi atleti e ufficiali tecnici) ammessi al programma sportivo dei Giochi Mondiali del 2025 e delle edizioni successive è stato aumentato da 4.200 a 5.000.
Di questi, 4.000 partecipanti sono proposti dalle federazioni internazionali membri dell’International World Games Association (IWGA). I restanti 1.000 posti sono riservati a discipline selezionate in consultazione con il comitato organizzatore locale, discipline concordate con il Comitato Olimpico Internazionale e paradiscipline individuate in collaborazione con il Comitato Paralimpico Internazionale.
- Afghanistan (1)
- Algeria (4)
- Argentina (75)
- Armenia (6)
- Aruba (1)
- Australia (137)
- Austria (70)
- Azerbaigian (9)
- Bahrein (1)
- Belgio (75)
- Benin (2)
- Bermuda (1)
- Bolivia (2)
- Brasile (61)
- Brunei (4)
- Bulgaria (14)
- Cambogia (15)
- Camerun (2)
- Canada (131)
- Cile (30)
- Cina (327)
- Colombia (44)
- Costa Rica (7)
- Costa d'Avorio (2)
- Croazia (40)
- Cuba (1)
- Cipro (2)
- Rep. Ceca (144)
- Danimarca (53)
- Rep. Dominicana (2)
- Ecuador (12)
- Egitto (28)
- El Salvador (1)
- Estonia (24)
- Finlandia (47)
- Francia (123)
- Georgia (1)
- Germania (220)
- Gran Bretagna (94)
- Grecia (15)
- Guatemala (7)
- Guinea (1)
- Hong Kong (25)
- Ungheria (90)
- Islanda (3)
- India (17)
- Atleti Individuali Neutrali (29)
- Indonesia (30)
- Iraq (1)
- Irlanda (15)
- Iran (29)
- Israele (32)
- Italia (176)
- Giamaica (2)
- Giappone (155)
- Giordania (2)
- Kazakistan (33)
- Kenya (2)
- Kuwait (3)
- Kirghizistan (6)
- Lettonia (45)
- Libano (3)
- Liechtenstein (1)
- Lituania (5)
- Lussemburgo (2)
- Madagascar (3)
- Malaysia (5)
- Mauritius (1)
- Messico (41)
- Mongolia (9)
- Montenegro (3)
- Marocco (11)
- Birmania (12)
- Namibia (15)
- Nauru (1)
- Paesi Bassi (111)
- Nuova Zelanda (64)
- Nigeria (1)
- Norvegia (16)
- Pakistan (3)
- Panama (2)
- Paraguay (1)
- Perù (2)
- Filippine (47)
- Polonia (86)
- Portogallo (57)
- Porto Rico (17)
- Corea del Sud (53)
- Moldavia (4)
- Romania (36)
- Samoa (1)
- San Marino (1)
- Arabia Saudita (4)
- Serbia (4)
- Singapore (43)
- Slovacchia (48)
- Slovenia (7)
- Sudafrica (26)
- Spagna (117)
- Suriname (14)
- Svezia (68)
- Svizzera (101)
- Taipei cinese (132)
- Thailandia (64)
- Tunisia (15)
- Turkmenistan (1)
- Turchia (20)
- Ucraina (84)
- Emirati Arabi Uniti (10)
- Stati Uniti (201)
- Uruguay (1)
- Uzbekistan (20)
- Venezuela (26)
- Vietnam (28)
- Isole Vergini Americane (1)
- Zimbabwe (1)

## Medagliere
| Posiz. | Nazione                     | Oro | Argento | Bronzo | Totale |
| ------ | --------------------------- | --- | ------- | ------ | ------ |
| 1      | Cina                        | 36  | 17      | 11     | 64     |
| 2      | Germania                    | 17  | 14      | 14     | 45     |
| 3      | Ucraina                     | 16  | 14      | 14     | 44     |
| 4      | Italia                      | 13  | 25      | 19     | 57     |
| 5      | Francia                     | 11  | 11      | 16     | 38     |
| 6      | Stati Uniti                 | 11  | 10      | 7      | 28     |
| 7      | Ungheria                    | 11  | 8       | 5      | 24     |
| 8      | Spagna                      | 8   | 2       | 13     | 23     |
| 9      | Giappone                    | 7   | 12      | 5      | 24     |
| 10     | Colombia                    | 7   | 8       | 6      | 21     |
| 11     | Svizzera                    | 7   | 5       | 2      | 14     |
| 12     | Polonia                     | 6   | 6       | 2      | 14     |
| 13     | Israele                     | 6   | 4       | 4      | 14     |
| 14     | Svezia                      | 6   | 3       | 4      | 13     |
| -      | Atleti Individuali Neutrali | 5   | 6       | 5      | 16     |
| 15     | Taipei cinese               | 5   | 6       | 4      | 15     |
| 16     | Belgio                      | 5   | 5       | 6      | 16     |
| 17     | Corea del Sud               | 5   | 2       | 7      | 14     |
| 18     | Paesi Bassi                 | 4   | 5       | 6      | 15     |
| 19     | Thailandia                  | 4   | 4       | 7      | 15     |
| 20     | Indonesia                   | 4   | 4       | 1      | 9      |
| 21     | Messico                     | 4   | 3       | 3      | 10     |
| 22     | Regno Unito                 | 4   | 2       | 4      | 10     |
| 23     | Danimarca                   | 4   | 2       | 2      | 8      |
| 24     | Canada                      | 3   | 4       | 8      | 15     |
| 25     | Rep. Ceca                   | 3   | 4       | 2      | 9      |
| 26     | Uzbekistan                  | 3   | 3       | 5      | 11     |
| 27     | Portogallo                  | 3   | 3       | 4      | 10     |
| 28     | Nuova Zelanda               | 3   | 2       | 3      | 8      |
| 29     | Iran                        | 3   | 1       | 3      | 7      |
| 30     | Austria                     | 2   | 1       | 1      | 4      |
| 31     | Kazakistan                  | 2   | 5       | 3      | 10     |
| 32     | Argentina                   | 2   | 2       | 3      | 7      |
| 33     | Brasile                     | 2   | 0       | 2      | 4      |
| 34     | El Salvador                 | 2   | 0       | 0      | 0      |
| 34     | Moldavia                    | 2   | 0       | 0      | 0      |
| 34     | Tunisia                     | 2   | 0       | 0      | 0      |
| 37     | Turchia                     | 1   | 4       | 0      | 5      |
| 38     | Ecuador                     | 1   | 3       | 1      | 5      |
| 39     | Slovacchia                  | 1   | 2       | 3      | 6      |
| 40     | Austria                     | 1   | 2       | 1      | 4      |
| 40     | Emirati Arabi Uniti         | 1   | 2       | 1      | 4      |
| 42     | Finlandia                   | 1   | 2       | 0      | 3      |
| 43     | Australia                   | 1   | 1       | 5      | 7      |
| 44     | Egitto                      | 1   | 1       | 4      | 6      |
| 45     | Malaysia                    | 1   | 1       | 1      | 3      |
| 46     | Paraguay                    | 1   | 1       | 0      | 2      |
| 47     | Grecia                      | 1   | 0       | 2      | 3      |
| 47     | Norvegia                    | 1   | 0       | 2      | 3      |
| 49     | Giordania                   | 1   | 0       | 1      | 2      |
| 49     | Marocco                     | 1   | 0       | 1      | 2      |
| 51     | Armenia                     | 1   | 0       | 0      | 1      |
| 51     | Benin                       | 1   | 0       | 0      | 1      |
| 51     | Bolivia                     | 1   | 0       | 0      | 1      |
| 51     | Georgia                     | 1   | 0       | 0      | 1      |
| 51     | Isole Vergini Americane     | 1   | 0       | 0      | 1      |
| 56     | Azerbaigian                 | 0   | 5       | 0      | 5      |
| 57     | Mongolia                    | 0   | 3       | 0      | 3      |
| 57     | Sudafrica                   | 0   | 3       | 0      | 3      |
| 59     | Croazia                     | 0   | 2       | 3      | 5      |
| 60     | Bulgaria                    | 0   | 2       | 2      | 4      |
| 60     | Filippine                   | 0   | 2       | 2      | 4      |
| 62     | Vietnam                     | 0   | 2       | 1      | 3      |
| 63     | Singapore                   | 0   | 1       | 3      | 4      |
| 63     | Slovenia                    | 0   | 1       | 3      | 4      |
| 65     | Guatemala                   | 0   | 1       | 2      | 3      |
| 65     | India                       | 0   | 1       | 2      | 3      |
| 67     | Estonia                     | 0   | 1       | 1      | 2      |
| 67     | Perù                        | 0   | 1       | 1      | 2      |
| 67     | Romania                     | 0   | 1       | 1      | 2      |
| 67     | Venezuela                   | 0   | 1       | 1      | 2      |
| 71     | Brunei                      | 0   | 1       | 0      | 1      |
| 71     | Cuba                        | 0   | 1       | 0      | 1      |
| 71     | Cipro                       | 0   | 1       | 0      | 1      |
| 71     | Libano                      | 0   | 1       | 0      | 1      |
| 75     | Kirghizistan                | 0   | 0       | 3      | 3      |
| 76     | Cile                        | 0   | 0       | 2      | 2      |
| 77     | Cambogia                    | 0   | 0       | 1      | 1      |
| 77     | Lettonia                    | 0   | 0       | 1      | 1      |
| 77     | Lituania                    | 0   | 0       | 1      | 1      |
| 77     | Montenegro                  | 0   | 0       | 1      | 1      |
| 77     | Namibia                     | 0   | 0       | 1      | 1      |
| 77     | Arabia Saudita              | 0   | 0       | 1      | 1      |
| 77     | Serbia                      | 0   | 0       | 1      | 1      |
| Totale | Totale                      | 258 | 254     | 257    | 769    |